# لوورفانول
لوورفانول (انگلیسی: Levorphanol) یک داروی مخدر است که برای درمان دردهای متوسط تا شدید به کار می‌رود. این دارو انانتیومر چرخشی ترکیب راسمورفان است.